# Công ước Pháp – Thanh 1895
Công ước Pháp-Thanh 1895 hay còn có tên gọi Công ước Gérard 1895 (tiếng Pháp: Convention complémentaire de la Convention de délimitation de la frontière entre le Tonkin et la Chine du 26 juin 1887, signée à Pékin le 20 juin 1895.) là bản công ước được ký giữa Pháp và Trung Hoa năm 1895 nhằm phân chia lại đường biên giới giữa Bắc Kỳ và Vân Nam, nhằm bổ túc cho Công ước Pháp-Thanh 1887. Việc ký kết này được thực hiện vào ngày 20 tháng 6 năm 1895 tại Bắc Kinh bởi đại diện của Pháp ở Trung Hoa là Đại sứ Gérard và đại diện Trung Hoa là Khánh Thân Vương Dịch Khuông - Đại thần Tổng lý nha môn nhà Thanh.

## Nguyên nhân ký công ước
Sau khi chiếm trọn hoàn toàn Việt Nam năm 1885 và thành lập Liên bang Đông Dương gồm Bắc Kỳ, Trung Kỳ, Nam Kỳ, Cao Miên. Tới năm 1893, Pháp gây chiến với Xiêm La tranh quyền kiểm soát các vùng đất Lào, kết quả Pháp thắng và đã hợp nhất các vùng Thượng Lào (Luang Phrabang), Trung Lào (Viên Chăn) và Hạ Lào (Champasak) thành một xứ Ai Lao thuộc Liên bang Đông Dương vào năm 1893
Trong thời kỳ này, Thực dân Anh cũng đã hoàn toàn đưa toàn bộ Miến Điện vào thuộc địa của mình, Pháp lúc đó xem Xiêm là một đồng minh của Anh nên lo ngại ảnh hưởng của Anh sẽ lan đến vùng Tây Bắc Bắc Kỳ. Kết hợp với Trung Hoa trên đà suy yếu sau khi bại trận trước Nhật Bản trong cuộc Chiến tranh Thanh - Nhật. Pháp tận dụng thời cơ ép nhà Thanh phân chia lại đường biên giới ở phía Tây bắc Bắc Kỳ với Vân Nam

## Nội dung
Pháp đã đưa ra hai đường biên giới với nhà Thanh, một là đường biên giới Bắc Kỳ - Vân Nam và hai là đường biên giới Ai Lao - Vân Nam
- Đường biên giới Bắc Kỳ - Vân Nam: Một phần lãnh thổ gồm các huyện Mường Tè, Phong Thổ, Sìn Hồ thuộc tỉnh Lai Châu, huyện Mường Nhé thuộc tỉnh Điện Biên đang thuộc Vân Nam quản lý chuyển về thành lãnh thổ của Bắc Kỳ
- Đường biên giới Ai Lao - Vân Nam: Một phần tỉnh Phongsali hiện nay của Lào (Nhot Ou, một phần Boun Neua), lúc đó đang thuộc Vân Nam quản lý chuyển về lãnh thổ của Ai Lao